# Káprály Mihály
Káprály Mihály (Ungvár, 1990. november 23. –) magyar labdarúgó-játékvezető.

## Játékvezetőként
Tizennyolc évesen tett játékvezetői vizsgát a Szabolcs-Szatmár-Bereg megyei Labdarúgó Szövetségnél .  Kezdetben asszisztensként, később pedig játékvezetőként megjárta a megyei bajnokságokat.
2011-ben az Év Fiatal Játékvezetője (Lengvári József Díj), míg 2012-ben Az Év Utánpótlás Játékvezetője (Tamás Lajos Díj). 2013-tól a Budapesti Labdarúgó Szövetségnél folytatta pályafutását. 2017. őszén NB. III-as keretbe került, míg 2020. június 27-én bemutatkozott az élvonalban.
Első meccse egy ZTE-MOL Fehérvár FC találkozó volt. Vezetett mérkőzések száma: 69 (2025. június 20.)
2020/2021-es idényben a Nemzeti Sport munkatársainak osztályzatai alapján Erdős József mögött a második legjobb játékvezetői teljesítményt nyújtotta.
| Dátum            | Helyszín     |                           | Mérkőzés              | Nézők |
| ---------------- | ------------ | ------------------------- | --------------------- | ----- |
| 2020. június 27. | Zalaegerszeg | első élvonalbeli mérkőzés | ZTE FC - Mol Fehérvár | 4429  |

## Nemzetközi játékvezetés
Az MLSZ elnöksége 2024-től nemzetközi, FIFA keretbe jelölte.